# Ylästöntie
Ylästöntie est une rue de Vantaa en Finlande,.

## Présentation
La rue Ylästöntie  commence à Vantaanlaaksontie et se termine à son croisement de Kirkkotie devant l'Église Saint-Laurent de Vantaa. 
La route traverse le fleuve Vantaanjoki, puis traverse Ylästö jusqu'à Pakkala et de là jusqu'à l'Église Saint-Laurent. 
Le long d'Ylästöntie, se trouve, entre autres, le manoir de Backas. 
Dans la numérotation des routes de l'administration des routes, Ylästöntie est la route de liaison 11453.

## Histoire
La section Kuninkaantie – Kirkkotie fait partie de la Route royale.

## Galerie

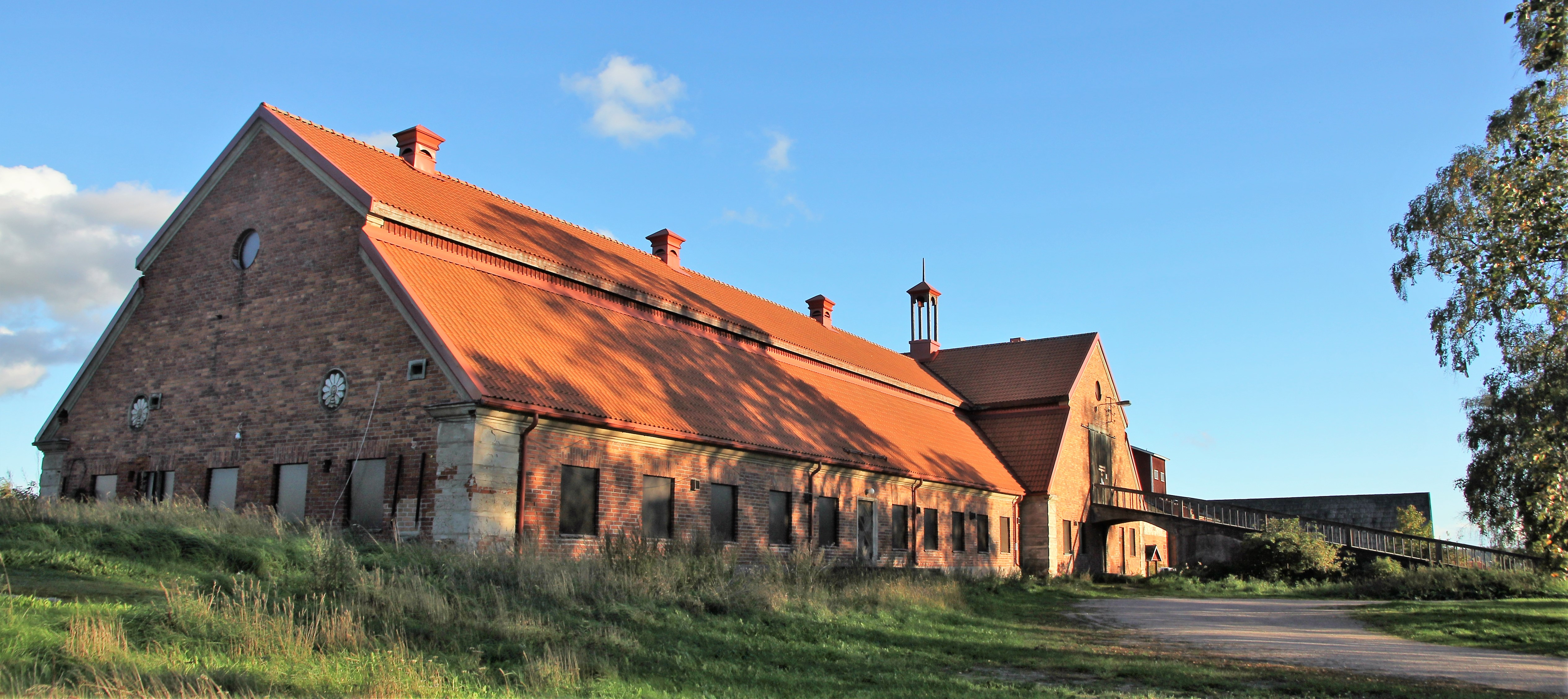
Le manoir de Backas, Ylästöntie 28.